# Skrydstrupsflickan
Skrydstrupsflickan, eller Skrydstrupskvinnan, är ett känt gravfynd från bronsåldern. Kvinnans grav blev undersökt och utgrävd 1935 vid Skrydstrup i Sønderjylland, Danmark. Kvinnan i graven beräknas ha levt omkring 1300 f.Kr.

## Fyndet
Skrydstrupsflickan hittades 1935 i en gravhög vid Skrydstrup, 1 km sydväst om Vojens. Kistan av ek var placerad på ett lager av sten och höljd av en primärhög av grästorv som mätte 13 meter i diameter och var 1,75 meter hög. Två manspersoner blev senare lagda i liknande kistor vid gravhögen. Det hela blev övertäckt av en större grästorvshög, som mätte 24 meter i diameter och var 4 meter hög. Denna var starkt avgrävd, och bara primärhögen av grästorv var intakt 1935.
Kol-14-dateringen till omkring 1300 f.Kr. är samtidig med en hustomt som blev utgrävd 1993. Denna framkom under en liten gravhög 600 meter nordost om Skrydstrupsflickans grav. Huset mätte cirka 7,5 x 30 meter och var möjligen hennes hem.
Haderslev museums dåvarande chef, Christian M. Lund, ansvarade för utgrävningen 1935.

## Beskrivning

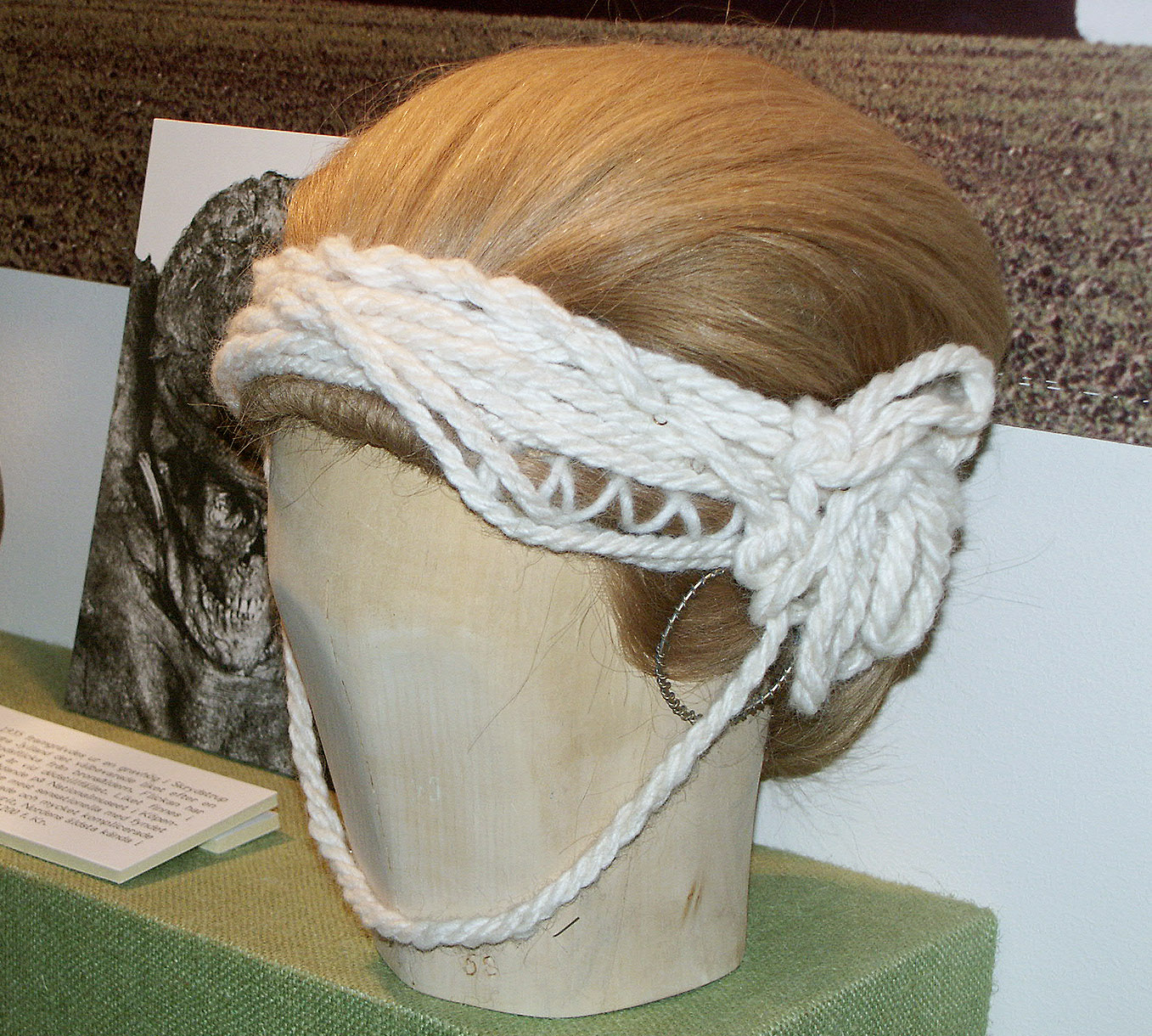
Rekonstruktion av frisyren.

Skrydstrupsflickan var vid sin död en ung kvinna, 17-18 år gammal. Hon var begravd i en ekkista, som låg mitt i botten av högen, täckt av stenar; men själva ekkistan var inte bevarad vid utgrävningen. Hon låg på en kohud, och vid hennes huvud låg en huva gjord i sprangteknik. Hon blev begravd på sommaren, eftersom hon vilade på ett lager av harsyra. Kohuden var också beströdd med hundkäx. 
Hon var begravd i en kortärmad blus av ylle med broderier på ärmarna och i halsskärningen. Ett stort fyrkantigt kläde av ylle med ett bälte täckte henne från livet till fötterna. I bältet var fäst en kam av horn. Tyget var av ull som kom från mörka, rödbruna får. De enda smyckena som hittades var hennes stora spiralformade örhängen av 24 karats guld. Hon hade 60 cm långt, askblont hår uppsatt i en frisyr. Över håret fanns ett hårnät flätat av hästhår, som framtill och baktill satt fast vid ett nästan 5 meter långt ullsnöre. Snöret var fastsatt runt huvudet som ett pannband, så att frisyren och hårnätet satt säkert på plats. Troligen var frisyren en slags gravfrisyr.

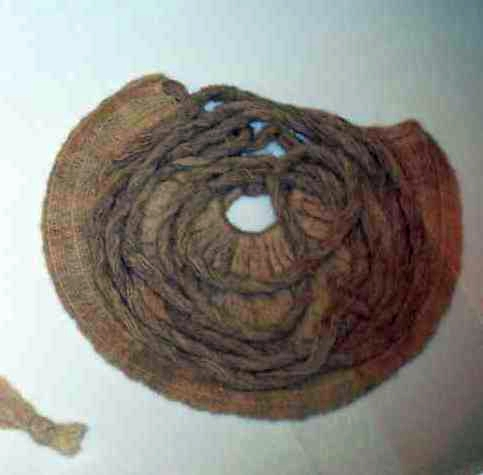
Rekonstruktionsforsök av hårnätet.

Frisyren, örhängena av guld, ekkistan och gravhögen avslöjar att Skrydstrupsflickan hade hög status. Hennes tänder har inga tecken på kariesangrepp. Med en längd på cirka 170 cm var hon också lång, och har troligen fått en näringsrik kost.

## Teorier om Skrydstrupsflickans liv och ursprung
Med hjälp av strontiumanalyser har forskare försökt att kartlägga nästan hela Skrydstrupsflickans liv från barndom till hennes död. Enligt en forskargrupp (2017) skulle flickan ha kommit till området kring Skrydstrup som 13-14-åring. Innan dess skulle hon ha levt i  Centraleuropa, på annan plats i Nordeuropa eller i Storbritannien. Efter sin ankomst till Sønderjylland stannade Skrydstrupflickan i området i nästan fyra år, innan hon dog som 17-18-åring omkring år 1300 f.v.t.
Denna tolkning, och resultaten av den första strontiumanalysen, ifrågasattes 2019. De strontiumisotopdata från området omkring Skrydstrup som användes 2017 har troligen varit kontaminerade av strontium från lantbrukskalk som tillsätts jorden inom modernt lantbruk. Då en annan forskargrupp analyserade strontium från orörda områden kring graven, som då inte kontaminerats av modernt lantbruk, framkom det att värdena hos Skrydstrupsflickan överensstämmer med dessa. Enligt denna analys antas att flickan därför högst troligen är född och uppvuxen lokalt kring Skrydstrup.
Dock är forskargrupperna ense om att flickan kan ha flyttat i 13-14-årsåldern, kanske på grund av äktenskap. Den senare analysen tyder på att flytten kan ha varit inom ramen för några få kilometer från Skrydstrup..